# Baths Island
Baths Island ist eine Insel in der Themse flussaufwärts des Romney Lock, zwischen Eton Wick und Windsor, Berkshire.
Die Insel ist unbewohnt. Die Windsor Railway Bridge verläuft über die Insel.
Der Cuckoo Weir Stream mündet nördlich der Insel wieder in die Themse.